# نیرا (کالداس)
نیرا (کالداس) (به اسپانیایی: Neira, Caldas) یک سکونتگاه مسکونی در کلمبیا است که در بخش کالداس واقع شده‌است.